# Davide Casarotto
Davide Casarotto (né le 19 juillet 1971 à Vicence en Vénétie) est un coureur cycliste italien, professionnel de 1996 à 2003.

## Palmarès

### Palmarès amateur
- 1995
  - Vicence-Bionde
  - Trophée Visentini
  - Giro d'Oro
  - Gran Premio Cementi Zillo

### Palmarès professionnel
- 1996
  - Gran Premio della Liberazione
  - 3e du Tour du lac Majeur

- 1997
  - 2e étape de Tirreno-Adriatico
  - 3e du Grand Prix de Wallonie
  - 3e du Grand Prix de l'industrie et de l'artisanat de Larciano
  - 3e du Grand Prix de l'industrie et du commerce de Prato
  - 5e du Tour des Flandres
  - 5e de Paris-Roubaix

- 2000
  - 4e étape du Tour d'Allemagne
  - Clásica de Sabiñánigo

- 2001
  - Grand Prix de Rennes
  - 2e étape du Tour d'Aragon
  - Tour de l'Aéroport de Cologne-Bonn
  - 2e du Grand Prix de Denain

- 2002
  - 5e étape du Tour de Bavière

## Résultats sur les grands tours

### Tour de France
1 participation
- 2002 : 149e

### Tour d'Italie
4 participations
- 1996 : 65e
- 1998 : hors délais (17e étape)
- 1999 : abandon (14e étape)
- 2001 : 96e

### Tour d'Espagne
3 participations
- 1996 : abandon
- 1997 : 108e
- 2001 : abandon (10e étape)